# Sita Camara
Sita Camara (ur. 11 marca 1974) – gwinejski piłkarz grający na pozycji obrońcy. W swojej karierze rozegrał 3 mecze w reprezentacji Gwinei.

## Kariera klubowa
W swojej karierze piłkarskiej Camara grał w gwinejskim klubie Université Kankan oraz egipskim El Qanah FC.

## Kariera reprezentacyjna
W reprezentacji Gwinei Camara zadebiutował 29 stycznia 1994 roku w zremisowanym 1:1 (wygrana po serii rzutów karnych 5:4) z Burkiną Faso, rozegranym w Wagadugu. W 1994 roku został powołany do kadry na Puchar Narodów Afryki 1994, jednak nie wystąpił w nim ani razu. Od 1994 do 1996 rozegrał w kadrze narodowej 3 mecze.